# Usine Stellantis de Metz
SMAE Borny
Principal site de production de boîtes de vitesses du Groupe PSA, l’usine Stellantis de Metz a été ouverte en 1969 par Citroën dans le quartier de Borny. Avec l’usine de moteurs de Trémery, ils formaient la filiale « Société de Mécanique Automobile de l’Est » (SMAE). 
Le site est situé sur la zone industrielle de Borny à proximité de la rocade menant à l’A31. Il comprend 16 ha de bâtiments sur un terrain de 41 hectares. Il comprend les trois étapes de fabrication des boîtes de vitesses :
- usinage des pièces principales en acier, fonte ou aluminium ;
- traitement thermique des pièces en acier ;
- montage des composants.

Le site, qui comprend plus de un millier de salariés, est le premier employeur privé de l’agglomération messine en 2009.

## Production
En 2008, le site produit environ :
- deux tiers de boîtes de type MA, destinées aux petites cylindrées, et sa variante pilotée MAP, qui intègre une gestion électronique de l’embrayage et du passage des rapports (vendue sous la marque "Sensodrive" sur la Citroën C3 ou "2 Tronic" sur la Peugeot 1007) ;
- un tiers de boîtes de type "MLC" et "MLGU", pour les véhicules haut de gamme et utilitaires ;

Le site réalise aussi l’usinage et le montage d’AEB (arbre d'équilibrage (en)) destinés à certains moteurs « haut de gamme ».
42 millions de ces organes mécaniques ont été produits entre 1970 et 2009.
Depuis 2003 : certification à la norme ISO 14001.
En septembre 2018, PSA annonce la création d'une coentreprise avec Punch Powertrain pour fabriquer les futures boîtes de vitesses électrifiées, comme la transmission à double embrayage, e-DCT, qui sera produite à Metz à une cadence annuelle d'environ 600 000 exemplaires à partir de 2022, notamment pour équiper les futurs modèles "mild hybrides" 48 volts.